# Хлопець, який їй сподобався, — не хлопець
«Хлопець, який їй сподобався, — не хлопець» (яп. 気になってる人が男じゃなかった, Ki ni Natteru Hito ga Otoko Janakatta) — японська серія манґи, написана та проілюстрована Суміко Араї. Розпочавшись як коротке оповідання, що публікувалося в акаунті Араї у Twitter з липня по вересень 2021 року, манґа почала виходити щотижня у квітні 2022 року, а з квітня 2023 року почалася її серіалізація на Pixiv Comic. Видавництво Kadokawa Shoten видає серію в друкованому вигляді, перший том вийшов того ж місяця. В Україна манґа випускатиметься видавництвом Nasha idea.
Манґа отримала критичний і комерційний успіх, критики високо оцінили історію, художнє оформлення та персонажів. Вона посіла перше місце в 2023 році на премії Next Manga Award у категорії «Найкраща веб-манґа».

## Сюжет
Ая Осава закохалася в продавця магазину компакт-дисків, який вона відвідує останнім часом. Вона не знає, що продавцем магазину є її однокласниця Міцукі Коґа. Манґа розповідає про зародження стосунків між Аєю та Міцукі, їхню спільну любов до музики та повсякденне життя старшокласниць.

## Персонажі
Ая Осава (яп. 大沢綾, Ōsawa Aya)
Старшокласниця-ґяру, яка захоплюється рок-музикою. Ая вперше знайомиться з Міцукі, випадково натрапивши на крамницю компакт-дисків, і закохується в її образ на робочому місці. Вона продовжує відвідувати крамницю, не знаючи, що Міцукі є її однокласницею через її шкільний образ.
Міцукі Коґа (яп. 古賀美月, Koga Mitsuki)
Старшокласниця та однокласниця Аї, яка також захоплюється рок-музикою і підробляє в магазині компакт-дисків. Щоб зберегти свою анонімність під час роботи, Міцукі носить унісекс одяг, маску для обличчя та контактні лінзи замість окулярів і шкільної форми. Після того, як Ая закохується в її робочий образ, Міцукі вживає заходів, щоб Ая не асоціювала його з її шкільним образом.
Джо (яп. ジョー, Jō)
Дядько Міцукі, який керує магазином компакт-дисків і є її опікуном.
Меґуму Наріта (яп. 成田恵, Narita Megumu)
Знайомий та однокласник Аї та Міцукі, який першим пов'язав робочі та шкільні образи Міцукі, помітивши схожість між ними.
Чідзуру (яп. ちづる)
Подруга та однокласниця Аї.
Мао (яп. まお)
Ще одна подруга та однокласниця Аї.
Канна (яп. カンナ)
Колишня дівчина Джо і знайома Міцукі, яка переїхала до Лос-Анджелеса.

## Виробництво
В інтерв’ю Shuko Yokoi Суміко Араї ділиться, що концепція манґи виникла з того, що її приваблювали історії про людей з різним походженням, які об'єднувалися, і вона хотіла розповісти історію про дівчат, тому вона малювала короткі історії без діалогів, які розміщувала у Twitter, оскільки вважала, що це може викликати резонанс у міжнародних читачів. Одна з цих коротких історій, завантажених у період з липня по вересень 2021 року, послужила натхненням для серіалу.
Оскільки Twitter дозволяє лише чотири зображення в твіті, розділи манґи були обмежені чотирма сторінками. У результаті взаємодію Аї та Міцукі потрібно було зобразити стисло. Редактор серіалу прокоментував, що обличчя персонажів зображені досить детально, щоб зрозуміти історію без діалогів, що зробило серіал більш доступним для користувачів Twitter не з Японії. Жовто-зелений колір, який доповнює чорно-білі ілюстрації, за словами Араї, був доданий пізніше, ще до завантаження першого розділу.

## Медіа

### Манґа
Серіал, написаний Суміко Араї, вперше з'явився на Twitter-акаунті авторки 10 квітня 2022 року. Пізніше 29 квітня 2023 року манґа почала серіалізацію на Pixiv Comic. Видавництво Kadokawa Shoten видає серію в друкованому вигляді, перший том вийшов 19 квітня 2023 року.
В Україна манґа випускатиметься видавництвом Nasha idea. Вихід першого тому заплановано на вересень 2025 року.

#### Список томів
| № | Дата виходу    | ISBN                   |
| - | -------------- | ---------------------- |
| 1 | 19 квітня 2023 | ISBN 978-4-04-681732-7 |
| 2 | 27 лютого 2024 | ISBN 978-4-04-683173-6 |
| 3 | 20 лютого 2025 | ISBN 978-4-04-684257-2 |

### Інше
Apple Music і Spotify випустили офіційний плейлист, що містить пісні, які Міцукі та Ая слухають протягом усього серіалу.
З 15 по 24 вересня в Ікебукуро та з 30 вересня по 9 жовтня 2023 року в Нагої був відкритий магазин, що продає товари із серіалу
27 березня 2024 року була випущена адаптація манґи у вигляді радіопостановки.

## Сприйняття
Перший том розійшовся тиражем у 150 000 примірників протягом тижня після виходу. Станом на вересень 2023 року тираж серії становив 200 тисяч примірників.
Серіал переміг в 2023 році на премії Next Manga Award у категорії «Найкраща веб-манґа». Манґа посіла друге місце в списку «Книга року» 2023 журналу Da Vinci. Серія посіла друге місце Kono Manga ga Sugoi! у списку найкращої манґи 2024 року для читачок.
Колумніст Animate Times високо оцінив художнє оформлення, зокрема використання кольору та розвиток історії. Момо Тачібана з Real Sound похвалила головних героїв та їхню взаємодію, описавши їх як нестабільні. Еріка Фрідман відчула, що ця історія «не перша в своєму роді», але вона впоралася з темою краще, ніж аналогічні серіали. Фрідман також високо оцінила художнє оформлення та використання чорного, білого та зеленого кольорів.